# コルシカ語

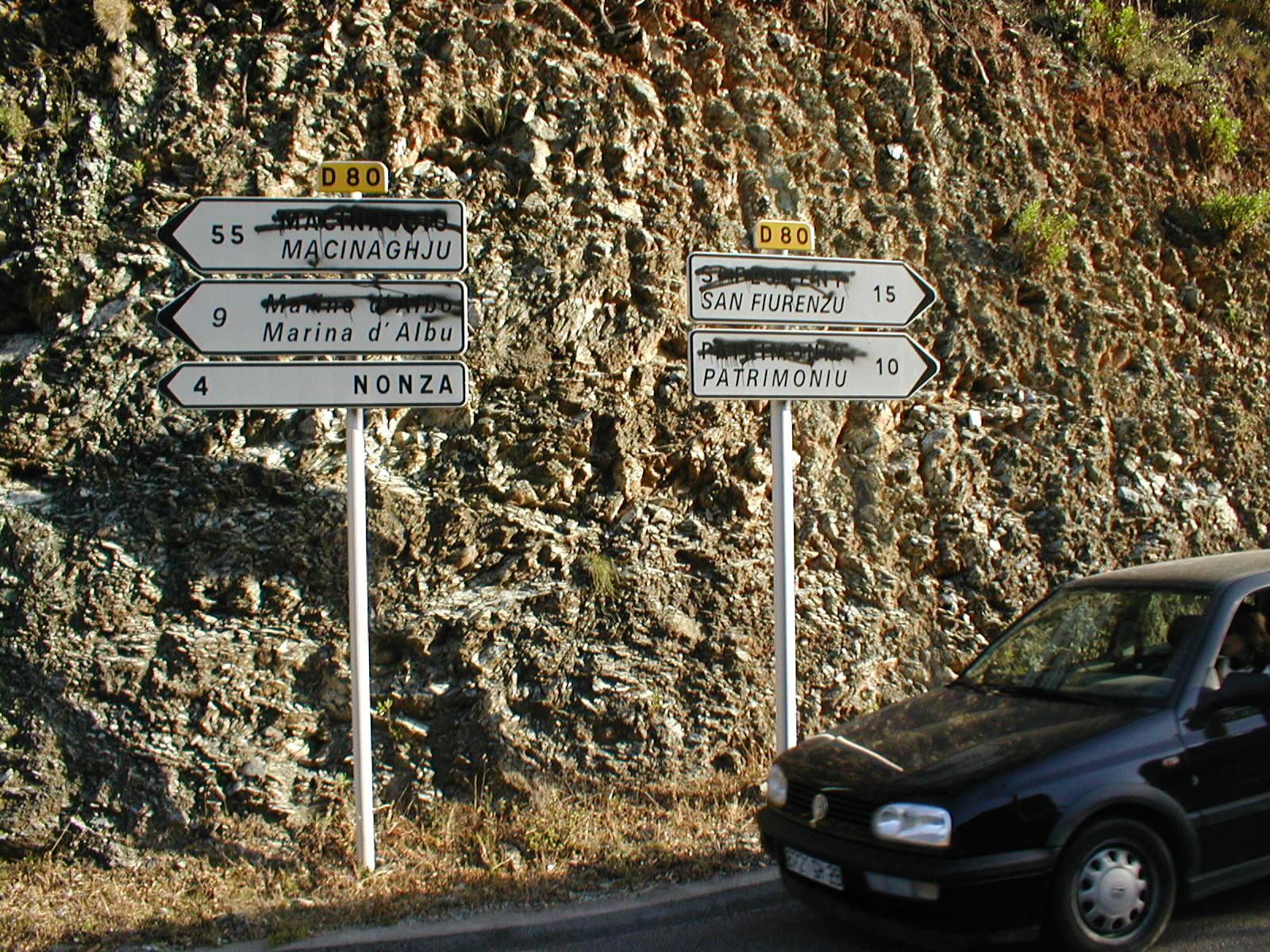
コルシカ島を走るD80道路の標識。コルシカ至上主義者によってフランス語の部分が塗り潰されている

コルシカ語（コルシカご、コルシカ語: corsu）は、インド・ヨーロッパ語族イタリック語派に属する言語。フランスのコルシカ島（コルス島）およびこの島の出身者が多く居住するパリやマルセイユの集住地区で使われる。フランスでは言語人口統計は行っていないことからその詳細な数値は不詳であるが、推計値で約10万人とされる。
コルシカ島の住民はその多くがフランス語を用いているが、コルシカ語を第一言語とする話者も島の10%を占めている。第二言語として習得している住民に関しては島の半数を超えている。

## 方言
- Capraiese (cos-cap)
- Cismontano Capocorsino (cos-cca)
- Northern Corsican (cos-nor)
- Oltramontano (cos-olt)
- Oltramontano Sartenese (cos-sar)
- Transizione Cismontano/Oltramontano (cos-ven)
- Vico-Ajaccio (cos-vic)

## 歴史
コルシカ語の起源についての論争は、そのままコルシカ島の歴史的経緯についての論争となる。
コルシカ島は中世時代の長きにわたってイタリア文化圏に属していた。これは828年のトスカーナによる占領以来、中世イタリアの有力国の領土に編入されていたためである。イタリア半島部のトスカーナ、1077年から1282年にかけてのピサ共和国支配、そして1282年から支配を始めた大陸部（北イタリア）のジェノヴァ共和国の支配は1282年から1768年と、実に千年近くに及んでいる。古代の終わりから近代直前までイタリア諸文化の影響と住民の往来を続けていたコルシカ島の文化は、必然的にそれらと近隣性を持つ事になる。
言語的には最初に占領したトスカーナ地方の俗語がベースになっており、同じくトスカーナ地方の俗語を基にした標準イタリア語とは、ある意味でナポリ語などの地方言語より近似した要素を持つ。よって言語学的には同一領土内にある南部や北部の話し言葉よりも確実に「言語とその方言」という関係性を持つと考えられる。
フランスからの独立だけでなく、全ての国々からの独立を望む民族主義者は、それを否定する為にさまざまな学説を考えたが、学術的な支持を得られるには至っていない。

## 話者
1960年代以降、コルシカ島のフランス語化が急速に進んだため、コルシカ語を日常語、母語とする者は高齢者に限られ、若い世代はフランス語が日常語、母語となっている。しかし、1980年代から学校で教育され、音楽やテレビ・ラジオ放送、広告・商標でも用いられるようになり、かろうじてその衰退を食い止めている。
フランス本土ではフランス語のみが実質上公用語であり、コルシカ語には法的地位はない。2008年7月にフランス共和国憲法が改正され、第75条の1で、「地域語が（フランスの）文化遺産である」という規定が設けられたが、これはコルシカ語を公用語として認定するものではない。
コルシカ語をフランス語と併せてコルシカ島での二言語公用語にする動きはたびたび見られ、2013年5月にはコルス議会の議決により島内二言語公用語が採択されたが、マニュエル・ヴァルス内相（当時）は、憲法の規定（第2条）に抵触するとして反対意見を述べた。
2023年には、地方議会での使用を禁止する判決が出た。
コルシカ語は、言語学的に、地理的、歴史的に近接しているイタリア語、特にその中部方言群の一つであるトスカーナ方言に近似している。標準イタリア語とも近い。1970年代に確定した綴字法もイタリア語に近いものを採用している。しかしながら、コルシカ語の音声はやや複雑であるため、書体ではイタリア語からの類推はほぼ可能だが、会話では双方のコミュニケーションは比較的成立しにくい。
コルシカ語にはイタリア語には見られない綴字法もある。camisgia（シャツ）、casgiu（チーズ）、cosge（縫う）などに見られる-sg(i)-、ghjunghje（着く）、ghjallina（雌鶏）、ghjennaghju（1月）などに見られる-ghj-、chjesa（教会）、ochju（目）、chjama（アピール、召喚）などに見られる-chj-などを挙げることができる。

コルシカ語は島の北中部と南部で音声など対立が見られる。北中部のコルシカ語は「ウ・ズブラーヌ（U Supranu）」と呼ばれる。南部のコルシカ語は「ウ・ズッターヌ（U Suttanu)」と呼ばれる。音声の対立とは、北中部では子音の有音化現象が著しいのに対し、南部ではそれがみられないことや、北中部では主に使われる母音がa, e, i, u, oの5種類あるのに対して、南部ではa, i, uの3種類であること、南部では破裂音が多いなどである。
|            | 北中部                  | 南部                 |
| ---------- | ----------------------- | -------------------- |
| 馬         | u cavallu/ugawa:lu/     | u cavallu/ukava:ddu/ |
| 家族       | a famiglia/avami:(l)ja/ | a famidda/afami:dda/ |
| 草         | l'erba/le:rba/          | l'arba /la:rba/      |
| ヨーロッパ | Europa/euro:ba/         | Auropa/auro:pa/      |

また、北中部と南部では語彙の違いも見られる。北中部では「犬」はu cane  /uga:ne/だが、南部ではu ghjacaru  /uja:karu/となる。同様に「大きい」は北中部grande  /(g)rande/だが、南部はmaiori /majo:ri/、「祖父」は北中部ではu caccaru /ugakkaru/もしくはu babbone /uwabbo:ne/となるのにたいし、南部はu missiavu /umissia:vu/と言う。 
さらに、コルシカ島の最南端でイタリア領サルデーニャ島と向かい合うボニファシオでは、他のコルシカ語とは大きく異なり、かつてこの地を直接支配していたイタリアのリグリア地方の影響を受けている。このため、地元の言語学者の間では、ボニファシオのコルシカ語がコルシカ語ではなくボニファシオ語だとする主張も見られる。
ちなみに、日本語の「コルシカ」はイタリア語 Corsica から来ている。フランス語ではコルス Corse 、コルシカ語ではコルシガCorsica、あるいはア・ゴルシガ A Corsica である。